# 6311 Porubčan
6311 Porubčan là một tiểu hành tinh vành đai chính với chu kỳ quỹ đạo là 1265.0804619 ngày (3.46 năm).
Nó được phát hiện ngày 15 tháng 9 năm 1990.